# Обзор (город)
Обзор (болг. Обзор) — город в Бургасской области Болгарии, курорт на берегу Чёрного моря. Входит в состав общины Несебыр. Находится примерно в 22 км к северо-востоку от центра города Несебыр и примерно в 49 км к северо-востоку от центра города Бургас. По данным переписи населения 2011 года, в городе проживало 2117 человек.
День города отмечается ежегодно 24 июня (в день Иоанна Крестителя).

## История
История города насчитывает около 3 тысяч лет.
Началом города послужило фракийское поселение Навлахос.
В 1 тысячелетии до н. э. на его месте греческими переселенцами был основан Гелиополис («Город солнца»).
После завоевания римлянами в 1 веке до н. э. в нём был построен храм Юпитера, и город получил имя Теополис («Город Бога») или Темпул Йовис («Храм Юпитера»). Остатки этого храма сохранились до сих пор в центре города.
После разделения в 395 году Римской империи на Западную и Восточную (Византийскую) в городе находилась летняя резиденция византийских императоров.
Позже была построена болгарская крепость Козяк.
После завоевания Болгарии Османской империей на этой территории возникло селение Гёзекен («Обзор» по-турецки).
Своё нынешнее имя Обзор получил в 1936 году, а статус города — 9 сентября 1984 года.

## Население
| Год     | 1934 | 1946 | 1956 | 1965 | 1975 | 1985 | 1992 | 2001 | 2011 |
| ------- | ---- | ---- | ---- | ---- | ---- | ---- | ---- | ---- | ---- |
| Жителей | 1278 | 1477 | 1520 | 1773 | 1853 | 2015 | 2032 | 1970 | 2117 |

| Национальность  | Человек | Процент |
| --------------- | ------- | ------- |
| болгары         | 1948    | 97,4 %  |
| турки           | 19      | 0,95 %  |
| ромы            | 18      | 0,9 %   |
| другие          | 11      | 0,55 %  |
| не определились | 4       | 0,2 %   |
| Всего ответов   | 2000    |         |

|  |

## Город-курорт
Обзор становится курортом с 1934 года.
Пребывание в городе полезно для лечения бронхиальных и астмо-бронхиальных заболеваний. Это объясняется его местоположением: город расположен на берегу Чёрного моря, а позади города находятся горы Стара Планина, покрытые лесом.
В 1,5 км от города находятся целебные минеральные и сероводородные источники.
Длина пляжа в Обзоре более 8 км.
Город обладает развитой туристской инфраструктурой. В 2003—2005 годах построены отели «Хелиос бийч» и «Хелиос бей» (4 звезды), имеется большое количество небольших семейных отелей: «Морски бряг», «Джембо», «Аянов» и многие другие.

## Партнёрские города
- г. Светлогорск (Светлогорский район, Гомельская область, Беларусь)[5].